# Andy Pandy
Andy Pandy é um personagem fictício de uma série de programas infantis britânicos.
No Brasil, Andy Pandy foi apresentado pela TV Cultura entre 2003 - Presente.

## Enredo
A série é ambientada numa vila onde vários brinquedos convivem juntos.
Andy Pandy é um garotinho com roupas azuis que junto de seus amigos Looby Loo e Teddy (um ursinho de pelucia) se divertem com os moradores da vila.
Estes personagens não falam,mas o narrador conta a historia toda.
Eles não falam mas às vezes ouve-se os risos deles. São personagens  feitas em brinquedo.

## Personagens primários
- Andy Pandy - é um boneco Fantoche, ele usa uma roupa de pijama azul listrado e usa um chapeu de pijama.
- Looby Loo - é uma boneca de pano, usa um vestido rosa com bolinhas brancas, umas meias e umas sapatilhas,  também vive com cabelos amarelos amarrados nos dois lados com laços vermelhos
- Teddy - é um urso de pelúcia,  usa apenas uma gravata borboleta no pescoço na frente.

## Personagens secundários
- Bilbo - é um boneco que anda com seu barco, usa uma camiseta azul,  a calça cuja cor nunca foi revelada, usa um chapéu de marinheiro,  também nunca saiu do seu barco.

- Missi Hissy - é uma cobra vermelha, tem olhos enormes e sempre rasteja pelo chão

- Orbie - é uma bola, é de brinquedo e amarelo com bolinhas branca em volta da sua cabeça e sempre sai rolando.

- Tiffo - é um cachorro que adora brincar com todo mundo e sempre late.

## Cenários
- Vila - A vila é um lugar que tem muitas casas em cada lados e um playground ao meio com gangorra, escorregador e balança, ao fundo do cenário tem árvores com flores e um céu azul.

- Casa do Tiffo - é uma casinha canina com uma janela em cima do lado e um osso estampado em cima da portinha.

- Casa da Missy Hissy - é uma casa feita de tubos cheio de buracos laranja com janelas de grade.

- Casa da Lobby Loo - é uma casa em forma de cabeça com cabelos amarrados, só que com laços rosas, gramas verdes e escadas amarelas.

- Casa do Andy Pandy - é uma casa feita de chapéu com porta laranja janela em cima da porta, outra janela na parte superior esquerdo, grama azul com flores e uma passarela escorregadia.

- Casa do Teddy - é uma casa feita de palha, com uma chaminé em cima e a passarela é feita com marcas de pegadas

- Casa do Bilbo - é uma casa pequena com uma rampa que sobe e desce, a casa do bilbo é muito pequena.

- Casa da Orbie - é uma casa redonda que tem um tobogã e um monte de pedrinhas.

## Episódios da 1ª Temporada
1. Rápido do sorteio
2. Esfregando e Alisando
3. Tocador de sino
4. A Bolha
5. A Caixa de música
6. O modelo de urso
7. O ninho
8. Dores crescentes
9. O Óculos de sol
10. Cópia de batata
11. A Ceia barulhenta
12. Teddy obtém o vento
13. As bolhas de sabão
14. Uma corda no conto
15. O Bolo de aniversário
16. O Fantoche
17. Uma pena voadora
18. A tinta
19. Tiffo e sua vara
20. A Banda de Andy Pandy
21. A Lua
22. A Poça
23. O balão
24. Esconde-esconde

## Episódios da 2ª Temporada
1. A Bola de Orbie
2. O Piquenique
3. A mania do Besouro
4. O Grande espirro
5. O exagero dos ovos de chocolate
6. A Tenda
7. A Barraca
8. O Silvo falante
9. A Árvore de jornal do espatalho
10. Um enigma para o Andy Pandy
11. Caça ao tesouro
12. Soluço
13. Jogando bola
14. O Choro de Andy Pandy
15. Brincando de corrida
16. A Canção do Passarinho
17. Número de cereal
18. O Cofrinho
19. Soprando um vento
20. Teddy obtém um carro
21. Um conto de duas colheres
22. Urso assustador
23. Uma tinta estranha
24. Um lustre fácil
25. A Bola de brinquedo

## Curiosidades
- No episódio, (A canção do passarinho), um personagem passarinho, aparece na árvore enquanto o Andy Pandy, a Looby Loo e o Teddy o observam, o personagem passarinho nunca teve um nome revelado. Apenas se ouve o canto dele.